# Гаревский сельсовет
Гаревский сельсовет - сельское поселение в Емельяновском районе Красноярского края.
Административный центр - посёлок Гаревое.

## Население
| 2010 | 2012 | 2013 | 2014 | 2015 | 2016 | 2017 |
| ---- | ---- | ---- | ---- | ---- | ---- | ---- |
| 787  | ↘769 | ↘764 | ↘723 | ↘697 | ↘680 | ↘653 |

## Состав сельского поселения
В состав сельского поселения входят 2 населённых пункта:
| № | Населённый пункт | Тип населённого пункта          | Население |
| - | ---------------- | ------------------------------- | --------- |
| 1 | Гаревое          | посёлок, административный центр | 488       |
| 2 | Первомайский     | посёлок                         | 299       |

## Местное самоуправление
Гаревский сельский Совет депутатов
Дата избрания14.03.2010. Срок полномочий: 5 лет. Количество депутатов: 10
Глава муниципального образования
- Романькова Елена Владимировна. Дата избрания: 14.03.2010. Срок полномочий: 5 лет